# Hochkogel (Totes Gebirge)
Hochkogel är en bergstopp i Österrike.   Den ligger i bergsområdet Totes Gebirge i distriktet Gmunden och förbundslandet Oberösterreich, i den centrala delen av landet, 200 km väster om huvudstaden Wien. Toppen på Hochkogel är 992 meter över havet.
Terrängen runt Hochkogel är bergig åt nordväst, men åt sydost är den kuperad. Närmaste större samhälle är Ebensee, 8,2 km norr om Hochkogel. 
Trakten runt Hochkogel består i huvudsak av gräsmarker. Runt Hochkogel är det ganska glesbefolkat, med 25 invånare per kvadratkilometer.